# Кастел Кампаняно
Кастѐл Кампаня̀но (на италиански: Castel Campagnano, до 1916 г. само Campagnano, Кампаняно, на неаполитански: Arcoa, Кампананъ) е село и община в Южна Италия, провинция Казерта, регион Кампания. Разположено е на 58 m надморска височина. Населението на общината е 1635 души (към 2010 г.).